# Аварія контейнеровоза «Ever Given»
Аварія контейнеровоза «Ever Given» — інцидент, що трапився 23 березня 2021 року в Суецькому каналі в Єгипті. О 07:40 за EGY (05:40 UTC) контейнеровоз класу Golden «Ever Given» сів на мілину в Суецькому каналі в Єгипті. Корабель довжиною 400 метрів було збито піщаною бурею і сильним вітром зі швидкістю до 74 км/год, що збило його з курсу, всупереч заявам влади про те, що це «не головна причина» попадання на мілину, а це «могли бути технічні або людські помилки». Судно сіло на мілину на одному з берегів каналу, внаслідок чого застрягло, повністю перекривши канал і перешкодивши проходу інших кораблів.
Наступного дня після блокування каналу щонайменше 15 інших суден стояли на якірних стоянках, та ще приблизно 320 кораблів стояли в черзі, щоб пройти через канал. Застряглий контейнеровоз знаходився далеко на південь від ділянки, який має два розгалуження, тому обійти його інші кораблі не могли.
Цей інцидент справив значний вплив на інші морські перевезення: за станом на 28 березня в черзі на прохід через канал стояло щонайменше 369 суден. А вже вранці 29 березня о 11:30 за EGY (9:30 UTC) корабель вдалося зняти з мілини і «переорієнтовано на 80 % в правильному напрямку», хоча «носова частина залишилася застряглою», проте вже о 15:05 за місцевим часом (13:05 UTC) цього ж дня, судно було остаточно звільнено і почало рухатися під буксиром в сторону Великого Гіркого озера для технічного огляду. Перш ніж відкрити канал, його перевірили на предмет пошкоджень. Управління Суецького каналу повідомило судноплавним агентствам, що навігація каналом може поновитися о 19:00 EGY (17:00 UTC).

## Передумови
Суецький канал, один із найважливіших торговельних шляхів світу, відкритий у 1869 році. Спеціаліст із морського транспорту Аміль Еглофф із Boston Consulting Group зазначив, що весь трафік з Азії до Європи й Америки проходить саме через Суецький канал, що робить його критично важливою ділянкою. Щодня через канал проходить понад 50 кораблів. Канал довжиною 193 км пропускає 10 % загального обсягу світової торгівлі. Протягом більшої частини довжини канал недостатньо широкий, щоб забезпечити двосторонній рух (в обох напрямках одночасно). Конвої суден, що йдуть в одному напрямку, мають проходити ці ділянки водного шляху по черзі. Хоча існує проєкт розширення каналу, великі ділянки залишаються односторонніми.

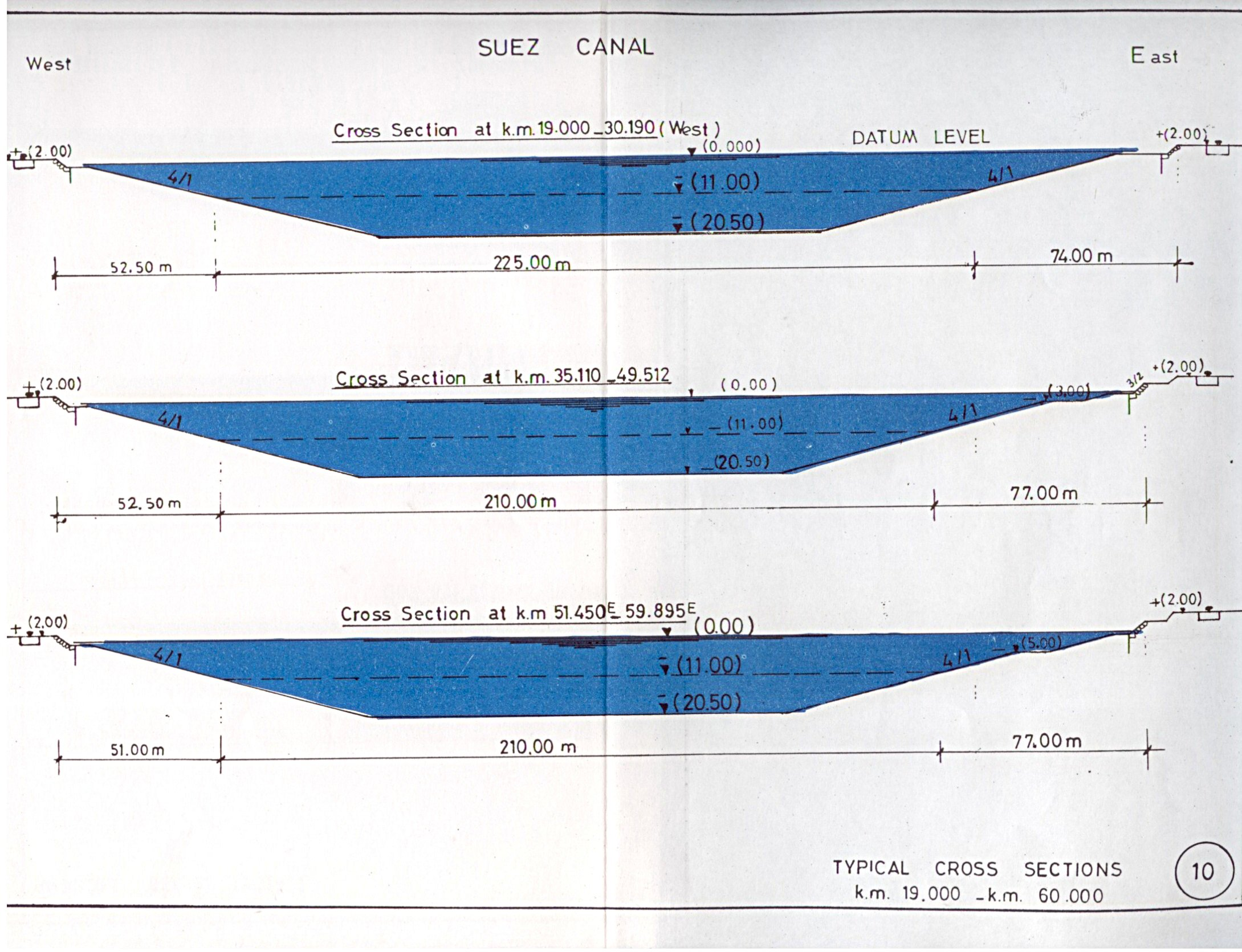
Типові поперечні перерізи Суецького каналу, що використовуються для судноплавства

За роки, що передували цьому інциденту, в Суецькому каналі сідали на мілину багато кораблів. Так, 25 лютого 2016 року суховантаж «New Katerina» сів на мілину в каналі, прямуючи з України до Циндао. Корабель було звільнено за 12 днів, при цьому рух каналом не припинявся. 28 квітня 2016 року контейнеровоз «MSC Fabiola» сів на мілину у Великому Гіркому озері після того, як у нього виникли проблеми з двигуном, що змусило керівництво каналу призупинити всі конвої, що йшли на північ, і зупинити всі конвої, що йшли на південь. 30 квітня «Fabiola» була звільнена й продовжила рух каналом. 17 липня 2018 року контейнеровоз «Aeneas» сів на мілину в каналі, що призвело до зіткнення з трьома балкерами, які йшли за ним: «Sakizaya Kalon», «Panamax Alexander» і «Osios David».

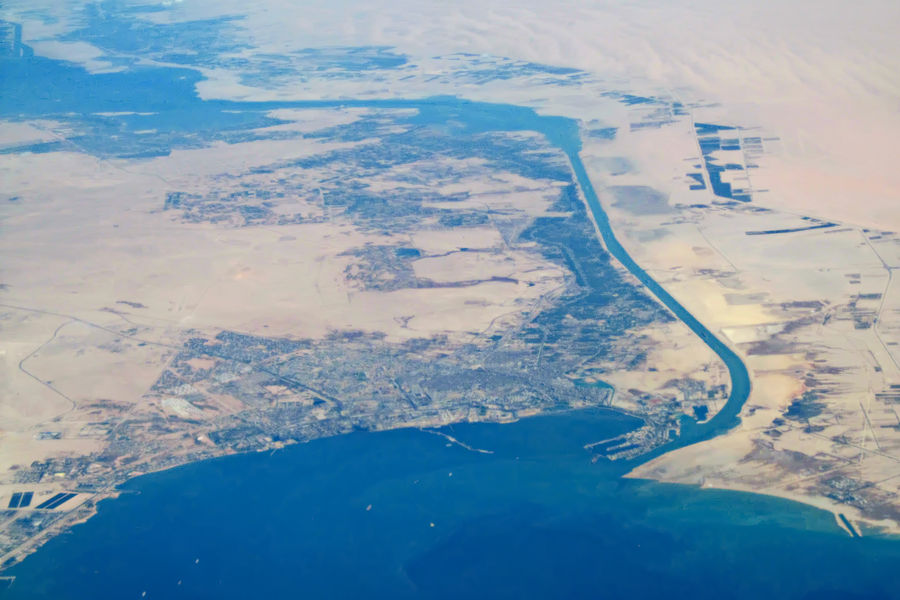
Вид із повітря на Суецький канал у Суеці

Білл Кавана, викладач Національного морського коледжу Ірландії й колишній капітан, описав плавання через Суецький канал як складну й ризиковану операцію, де порив вітру може діяти як вітрило. А для важкого судна, як «Ever Given» вітер може бути силою, що важко зупинити. Уряд Єгипту вимагає, щоб екіпаж судна, яке проходить через канал, було поповнено так званим «Суецьким екіпажем», включаючи одного або кількох морських пілотів (лоцманів) з Управління Суецького каналу (SCA), які командують судном, взявши на себе обов'язки екіпажу. Під час інциденту 2021 року на борту було два єгипетських пілоти з Управління Суецького каналу.
«Ever Given» — контейнеровоз Золотого класу, один з найбільших контейнеровозів у світі. Судно було закладено 25 грудня 2015 року, а спущено на воду 9 травня 2018 року, його власником є Shoei Kisen Kaisha, дочірня компанія японської Imabari Shipbuilding, а оператором — тайванська компанія Evergreen Marine. Саме судно зареєстровано в Панамі, а всі члени екіпажу були громадянами Індії.

## Інцидент
У момент інциденту «Ever Given» тримав курс із порту Танджунг Пелепас в Малайзії до Роттердаму в Нідерландах. Він був п'ятим у північному конвої з п'ятнадцятьма судами позаду нього, коли сів на мілину.

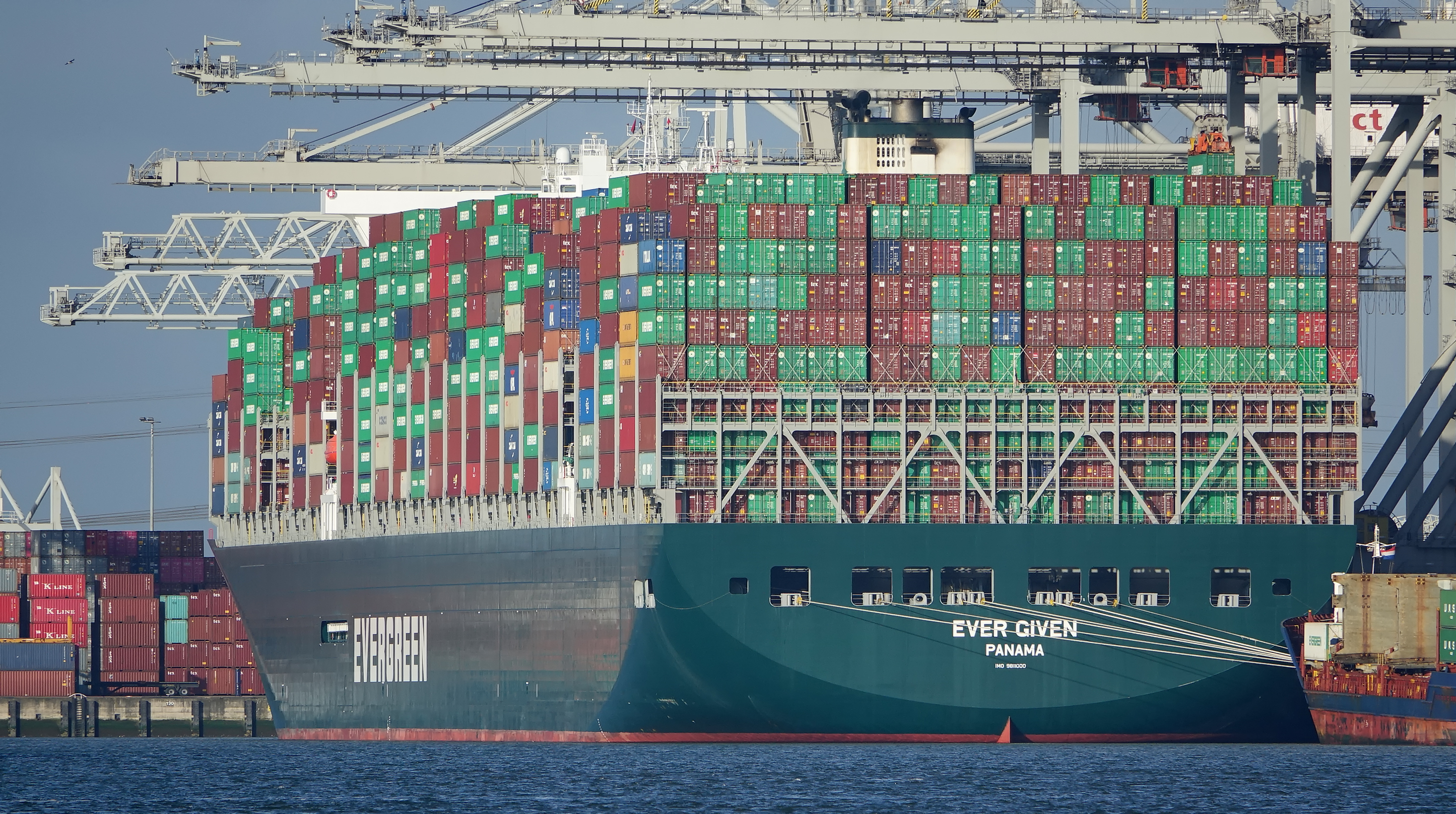
Evergiven в березні 2020 року

23 березня 2021 року о 07:40 EGY (05:40 UTC) «Ever Given» слідував Суецьким каналом, коли його застала піщана буря. Сильний вітер, що досягав 74 км/год (40 вузлів), привів до «втрати здатності керувати кораблем», що призвело до відхилення корпусу. Вслід за цим «Ever Given» сів на мілину на позначці 151 км (вимірюється від Порт-Саїда в Середземному морі; 10 км від Суецького порту в Суецькій затоці) і повернувся боком, не маючи сили звільнитися, заблокувавши канал з обох сторін. Екіпаж корабля, що складався виключно з індійських громадян, було врятовано, і ніяких повідомлень про поранення не надходило.
Згідно з аналізом даних з сайту для стеження за суднами, проведеного керівником відділу морських технологій Університету Гента Евертом Латером, т. з. Береговий ефект, який міг привести до того, що корма корабля при роботі в обмеженому водному шляху хитнулася в бік найближчого берега, разом із бічними силами західних вітрів, що штовхають у бік корабля, що прямує в північному напрямку, міг сприяти його заземленню (потраплянню в мілину). Оскільки більша частина уваги сучасного суднобудування спрямована на ефективність і стійкість на морі, вплив гідродинаміки на мілководді, особливо в умовах швидко зростаючих обсягів судів за останнє десятиліття, залишається не з'ясованим і потребує подальшого вивчення.
Більше як 320 суден на обох кінцях каналу було заблоковано судном, включаючи п'ять інших контейнеровозів аналогічного розміру. До них відносяться 41 суховантаж і 24 танкери з сирою нафтою. Постраждалі судна являють собою приблизно 16.9 мільйона тонн дедвейту, а сам канал офіційно закритий для навігації. Деякі кораблі пришвартувалися в портах і якірних стоянках у цьому районі, в той час, як багато хто залишився на місці й продовжує очікувати зрушень по розблокуванню каналу. Кораблі в цьому районі варіюються від невеликих вантажних суден до великих судів, в тому числі рятувальне судно ВМФ Росії типу «Алтай», який раніше в той же день був залучений у незначне зіткнення з суховантажем «Ark Royal».

## Операція з буксирування і подальші події
Чиновники планували винести два судна ззаду «Ever Given», щоб звільнити місце для операції зі зняття корабля з мілини. Паливо, баластна вода і декілька контейнерів зняли з корабля, щоб полегшити його, оскільки важка техніка, включаючи екскаватор, працювала на викопування носової частини. Пітер Бердовські, виконавчий директор Royal Boskalis Westminster, заявив, що вся операція «може зайняти від декількох днів до декількох тижнів».
25 березня Управління Суецького каналу (SCA) призупинило судноплавство (навігацію) по Суецькому каналу доти, поки «Ever Given», не зможе бути знову спущений на воду. У той же день радник президента Єгипту Абделя Фаттаха Ас-Сісі по морських портах заявив, що він очікує, що канал буде очищений «максимум за 48—72 години». Наступного дня, 26 березня SCA заявило, що днопоглиблювальні роботи завершено на 87 %. Необхідно було видалити 15—20 тис. м3 піску з-під носової частини судна, що дозволило б досягти осадки судна у 12—16 м. Після цього його можна буде зняти з мілини. У роботах задіяли чотири екскаватори, що поглиблювали берег каналу в районі носової частини контейнеровоза; зараз його намагаються витягнути 14 буксирів.
26 березня SCA прийняла пропозицію, зроблену групою експертів по оцінці днопоглиблювальних робіт ВМС США, щодо надання допомогу в зусиллях по вивільненню судна.
27 березня 14 буксирів намагалися скористатися припливом для прискорення робіт з розчищення каналу, наступного дня спеціалісти чекали на додаткову техніку для робіт. Юкіто Хігакі, президент Shoei Kisen, повідомив, що судно, імовірно, не було пошкоджено. На вечір того ж дня за допомогою двох земснарядів були завершені днопоглиблювальні роботи навколо судна. Виступаючи на пресконференції, голова SCA Усама Рабі заявив, що погодні умови не були основними причинами попадання на мілину, це могли бути технічні або людські помилки.
28 березня зусилля з витісненню судна дозволили здійснити деякий рух корми й керма судна під час припливу, і голова SCA Рабі заявив, що вода знову тече під судном і що в будь-який момент судно може зрушити з місця, додатково зазначивши, що він сподівається, що не буде необхідності видаляти додаткові з 18 300 контейнерів на борту судна, наперекір сильним припливам та вітрам, що утрудняють зусилля по відновленню. Це сталося після того, як президент Єгипту Абдель Фаттах Ас-Сісі віддав розпорядження про підготовку до полегшення вантажу корабля.
29 березня супутникові дані показали, що ніс корабля частково відсунувся від берега, хоча і залишався застряглим на краю каналу, а корма корабля розвернулася й опинилася на середині фарватеру. О 15:05 EGY (13:05 UTC) того ж дня судно було остаточно звільнено й почало рухатися під буксиром у бік Великого Гіркого озера для технічного огляду. Управління каналу повідомило судноплавним агентствам, що канал знову відкриється для судноплавства о 19:00 за місцевим часом (17:00 UTC), після того, як огляд дна й аналіз ґрунту Суецького каналу показав, що судно було цілком справне і не мало ніяких технічних проблем. До того часу, коли рух по Суецькому каналу відновився, в черзі стояв 421 корабель:
- 200 в Червоному морі;
- 178 в Середземному морі;
- 43 у Великому Гіркому озері.

5 липня судну було дозволено покинути затоку, суперечку було врегульовано, коли компанія-власник погодилась компенсувати збитки. 7 липня корабель покинув канал після того, як суд міста Ісмаїлія звільнив судно від арешту.

## Економічний вплив

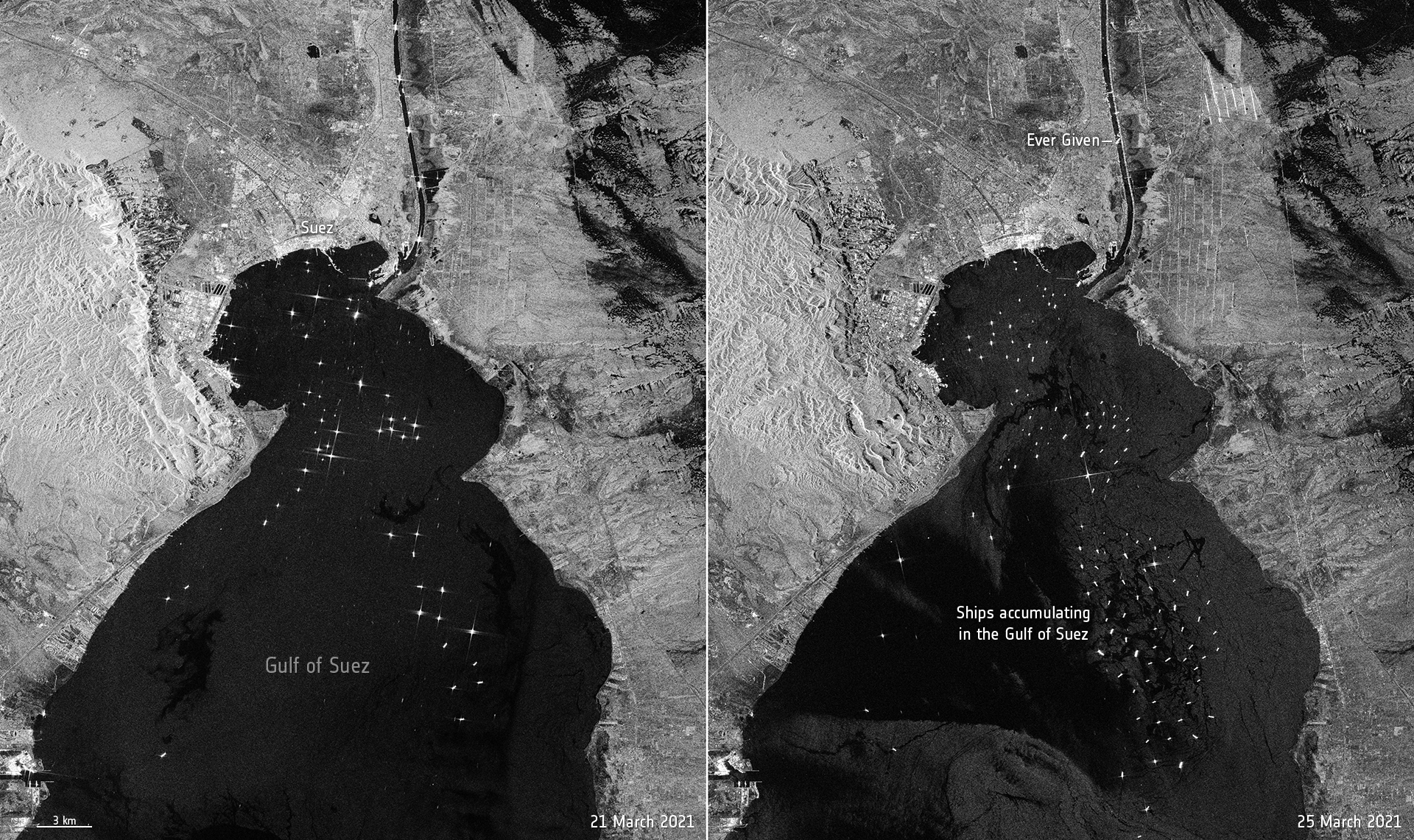
Затор у Суецькій затоці, спричинений перешкодами, як видно із супутника Сентинел-1

Експерти попереджають, що інцидент мав призвести до затримок у доставці товарів повсякденного попиту для клієнтів по всьому світу. Морський історик Сал Меркольяно повідомив Associated Press: «Кожен день канал закритий… контейнеровози й танкери не доставляють в Європу продовольство, паливо і промислові товари, а товари з Європи на Далекий Схід не експортуються». За оцінками Lloyd's List, вартість простою через блокування каналу становить для світової економіки 400 млн. $ на годину. Влада Єгипту заявила, що щоденні втрати через блокування каналу складали 14 млн. $, витрати на звільнення судна оцінювалися у 9 млрд. $.
Президент компанії Strategic Energy & Economic Research Майкл Лінч, пояснив зростання цін на нафту тим, що «люди купують нафту після недавнього зниження цін на неї, коли Суецький канал закрився тригерним фактором», Джеймс Вільямс, економіст з енергетики WTRG Economics заявив, що через наявні запаси уповільнення поставок нафти не є критичними для ринку. Ця подія призведе лише до затримки постачання товарів, що може вплинути тільки на окремі галузі із вже існуючим дефіцитом, наприклад, на напівпровідники. Щоб пом'якшити дефіцит товарів у довгостроковій перспективі, імовірно, поставки можуть бути замовлені раніше, ніж зазвичай, до тих пір, поки різниця не буде заповнена. Однак консультант іншої фірми в коментарі Associated Press зазначив, що навіть короткочасний збій у роботі Суецького каналу буде мати ефект доміно протягом декількох місяців впродовж всього ланцюжка постачання. Деякі експедитори відзначили, що попит на альтернативні види транспорту, як очікується, зросте протягом наступних кількох тижнів на маршрутах Європа-Азія в результаті того, що вантажовідправники прагнуть уникнути збоїв і невизначеності, викликаних блокуванням каналу.
За замовчуванням альтернативний маршрут для морських перевезень між Азією і Європою проходить навколо Африканського континенту, подорож довжиною близько 9000 км, що займає приблизно 10 днів шляху. До 26 березня деякі судна вже були перенаправлені навколо мису Доброї Надії, зіткнувшись із додатковими 6100 км і до 12 днів додаткового часу плавання, за даними Міжнародної палати судноплавства. Росія ж використала цей інцидент для просування своїх арктичних морських маршрутів в якості коротшої альтернативи перевезення вантажів навколо Африки.
Побоювання з приводу піратства, викликані безпрецедентною концентрацією цінного судноплавства в такому невеликому районі, спонукали судноплавні компанії звернутися до П'ятого флоту Сполучених Штатів, що базується в Бахрейні із запитами про безпеку.

## У попкультурі
Були публіковані різні меми про цей інцидент, а також численні жарти. Жарти і меми були розміщені користувачами на TikTok, які зображують їх особисті інтерпретації інциденту. Крім того, також став вірусним вебдодаток «Ever Given Ever Ywhere», який дозволяє користувачам розміщувати «Ever Given» в будь-якій точці світу. Окремі пропозиції щодо виправлення інциденту в жартівливій манері також були поширені у Twitter, поряд з коментарями з приводу актуальності (релевантності) відчуття, що особисті проблеми якимось чином пов'язані із застряглим кораблем.
Коли судно Ever Given спричинило блокаду Суецького каналу, соціальні мережі розповсюдили чутки про те, що єгиптянка Марва Ельселегдар є капітаном та відповідальною за інцидент. Однак у той час вона була першим помічником капітана корабля Aida IV, який знаходився за сотні миль звідти, у Олександрії.